# IKEA Station
IKEA Station er en letbanestation på Odense Letbane, beliggende på Ørbækvej ved IKEA i Odense. Stationen åbnede sammen med letbanen 28. maj 2022.
Letbanen ligger i en græsbelægning på den vestlige side af Ørbækvej. Stationen ligger lige syd for krydset med Stærmosegårdsvej og Olfert Fischers Vej, ud for møbelvarehuset IKEA. Stationen består af to spor med hver sin sideliggende perron.
I området vest for stationen ligger der udover IKEA også forskellige andre butikker. I området øst for ligger Odense Kommunes Ældre- og Handicapforvaltningen og plejecentret Lokalcenter Rosengård.

## Galleri
- IKEA Station under konstruktion i februar 2020.

IKEA
| Foregående station                |  | Odense Letbane                       |  | Efterfølgende station |
| --------------------------------- |  | ------------------------------------ |  | --------------------- |
| Rosengårdcentret mod Tarup Center |  | Tarup Center - Hjallese fra maj 2022 |  | Bilka mod Hjallese    |